# Гарутино
Гарутино — деревня в Волоколамском городском округе Московской области России.

## Население
| 1852 | 1859 | 1926 | 2002 | 2006 | 2010 | 2013 |
| ---- | ---- | ---- | ---- | ---- | ---- | ---- |
| 393  | ↗396 | ↘356 | ↘23  | ↘21  | ↗22  | ↗24  |
| 2014 | 2015 | 2016 |      |      |      |      |
| ↘23  | →23  | ↘21  |      |      |      |      |

## Расположение
Деревня Гарутино расположена на левом берегу реки Ламы примерно в 13 км к северо-западу от центра города Волоколамска. Ближайшие населённые пункты — село Ярополец, деревни Большое Сырково и Гусево. В деревне две улицы — Заречная и Луговая, зарегистрировано одно садовое товарищество.

## Исторические сведения
В «Списке населённых мест» 1862 года Гарутино — владельческая деревня 2-го стана Волоколамского уезда Московской губернии по левую сторону Старицко-Зубцовского тракта от города Волоколамска до села Ярополча, в 13 верстах от уездного города, при речке Каменке, с 42 дворами и 396 жителями (199 мужчин, 197 женщин).
По данным на 1890 год входило в состав Яропольской волости Волоколамского уезда, число душ мужского пола составляло 194 человека.
В 1913 году — 62 двора.
В материалах Всесоюзной переписи населения 1926 года указаны деревни Новое Гарутино и Старое Гарутино. Первая — центр Ново-Гарутинского сельсовета, проживало 202 человека (88 мужчин, 114 женщин), насчитывалось 38 крестьянских хозяйств; во второй проживало 154 человека (52 мужчины, 102 женщины), велось 33 хозяйства.
С 1929 года — населённый пункт в составе Волоколамского района Московской области. До 2019 года относился к Ярополецкому сельскому поселению, до реформы 2006 года — к Ярополецкому сельскому округу.